# Maurice Sand

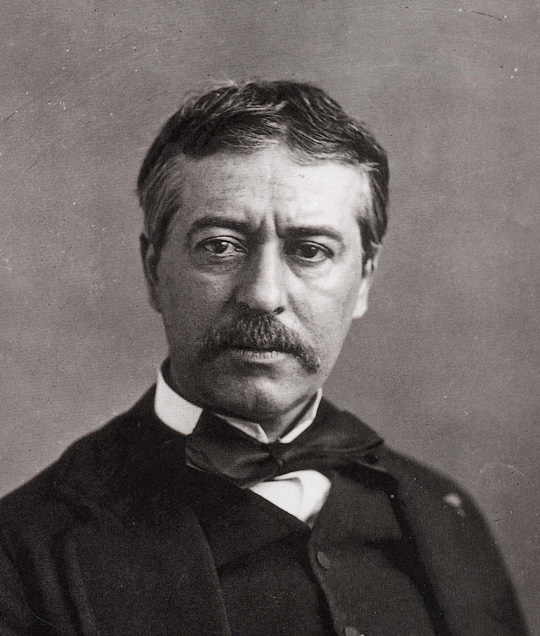
Maurice Sand

Jean-François-Maurice-Arnauld, Baron Dudevant, bekannt als Maurice Sand (* 30. Juni 1823 in Paris; † 4. September 1889 in Nohant-Vic), war ein französischer Schriftsteller und Illustrator.

## Leben
Er war der Sohn von Baron Casimir Dudevant und der Schriftstellerin und Feministin George Sand, deren Pseudonym er übernahm. Nach der Scheidung seiner Eltern erhielt zwar der Vater das Sorgerecht, er lebte jedoch meist bei der Mutter. Schon als Kind litt er an rheumatischen Beschwerden. 1838/39 reiste seine Mutter deshalb mit ihm, seiner jüngeren Schwester Solange und Frédéric Chopin nach Mallorca. Zwar besserte sich Maurice' Gesundheit, Chopins Tuberkulose verschlimmerte sich jedoch.
Sand war ein Schüler von Eugène Delacroix. Neben zahlreichen Romanen wurde Sand vor allem durch seine großangelegte Studie der Commedia dell’arte Masques et bouffons (comédie italienne) (1860) bekannt. Seine Figurinen fanden im deutschen Sprachraum vor allem in Karl Rihas Werk Commedia dell'arte Verwendung. Sand versuchte sich auch in einigen anderen Disziplinen wie Malerei, Geologie und Biologie.
1862 heiratete er Lina Calamatta, eine Tochter des mit seiner Mutter befreundeten Kupferstechers Luigi Calamatta. Das Paar hatte zwei Töchter Aurore (1866–1961) und Gabrielle (1868–1909). Ein Sohn starb 1864 bei der Geburt.

## Werke (Auswahl)
Prosa
- Callirhoé. Les Ardentes Éditeurs, Paris, Limoges 2009, ISBN 978-2-917032-14-5 (EA Paris 1863).
- La Fille du singe. Roman humorisque. P. Ollendorff, Paris 1886.
- Le Coq aux cheveux d’or. Librairie Internationale, Paris 1867.
- L’Augusta. Floury, Paris 1900 (Nachdr. d. Ausg. Paris 1872).
- Mademoiselle Azote. André Beauvray. Lévy, Paris 1870.
- Mademoiselle de Cérignan. M. Lévy frères, Paris 1874.
- Miss Mary. M. Lévy frères, Paris 1868.
- Raoul de la Chastre. Aventures de guerre et d’amour. M. Lévy frères, Paris 1865.

Sachbücher
- Catalogue raisonné des lépidoptères du Berry & de l’Auvergne. E. Deyrolle, Paris 1879.
- George Sand et le Théâtre de Nohant. Les Cent une, Paris 1930.
- Six mille lieues à toute vapeur. Guénégaud, Paris 2000, ISBN 978-2-8502-3098-1 (Nachdr. d. Ausg. Paris 1873, Vorw. George Sand)[2]
- Le Théâtre des marionnettes. Lafitte Reprint, Marseille 1994, ISBN 2-86276-255-5 (Nachdr. d. Ausg. Paris 1890).
- L’Atelier d’Eugène Delacroix de 1839 à 1848. Fondation George et Maurice Sand, Paris 1963.
- Masques et bouffons (comédie italienne). Levy, Paris 1860 (2 Bde.; Vorwort von George Sand).
- Recueil des principaux types créés avec leurs costumes sur le théâtre de Nohant. Paris 1846/86 (2 Bde.)

1. 1846–1856. 1846.
2. 1857–1862. 1886.

- Le Monde des Papillons. Suivi de „l'Histoire naturelle des Lépidoptères d'Europe“ par Alphonse Depuiset. Rothschild, Paris 1867 (Vorwort von George Sand).
- Masques et bouffons (Comédie-Italienne) Digitalisat